# 160-мм міномет зразка 1943 року
160-мм міномет зразка 1943 року (заводський індекс MT-13, індекс ГРАУ 52-М-852, або М-43).
Радянський міномет калібру 160 мм, найпотужніший міномет Червоної Армії в роки Великої Вітчизняної війни .

## Історія
Розробка 160-мм міномета розпочалася на початку 1942 року у НДІ Наркомату озброєнь під керівництвом Г. Д. Ширеніна. З 31 грудня 1942 року роботи очолив І. Г. Теверовський. В 1943 на Уралі був виготовлений дослідний зразок 160-мм міномета, який отримав індекс МТ-13, в його виготовленні брав участь головний інженер Л. Г. Шершень .
Розробка отримала схвалення І. В. Сталіна і була прийнята на озброєння 17 січня 1944 під назвою «160-мм міномет зразка 1943 року». 22 січня 1944 наказом Наркомату озброєнь виробництво міномета почалося на Тульському машинобудівному заводі № 535 і до кінця року було виготовлено 593 міномети.
Усього з 1944 року до серпня 1947 року було виготовлено 1557 мінометів МТ-13 трьох основних модифікацій.
|      | 1  | 2  | 3  | 4  | 5  | 6  | 7  | 8  | 9  | 10 | 11 | 12 | Усього |
| ---- | -- | -- | -- | -- | -- | -- | -- | -- | -- | -- | -- | -- | ------ |
| 1944 |    |    | 5  | 19 | 54 | 82 | 73 | 80 | 62 | 96 | 59 | 63 | 593    |
| 1945 | 22 | 15 | 91 | 77 |    |    |    |    |    |    |    |    |        |

## Опис
Міномет МТ-13 являв собою гладкоствольну жорстку систему на жорсткому лафеті (без противідкатних пристроїв) з колісним ходом, побудовану за схемою уявного трикутника. 
Великий калібр міномета зумовлював головну проблему заряджання. Класичне заряджання з дула ствола не могло здійснюватися через його висоту — 3 метри. Заряджання проводилося з казенної частини, для чого був застосований ствол, що коливається, який в момент заряджання приводився в горизонтальне положення. Після відкривання затвора на півосі клина ствола навішувався лоток, який розрахунок укладав міну і вручну посилав їх у канал ствола. Після того, як міна була надіслана в ствол, він під дією її ваги повертався в положення для стрілянини. Так автоматично усунулося подвійне заряджання — споконвічний недолік класичних мінометів.

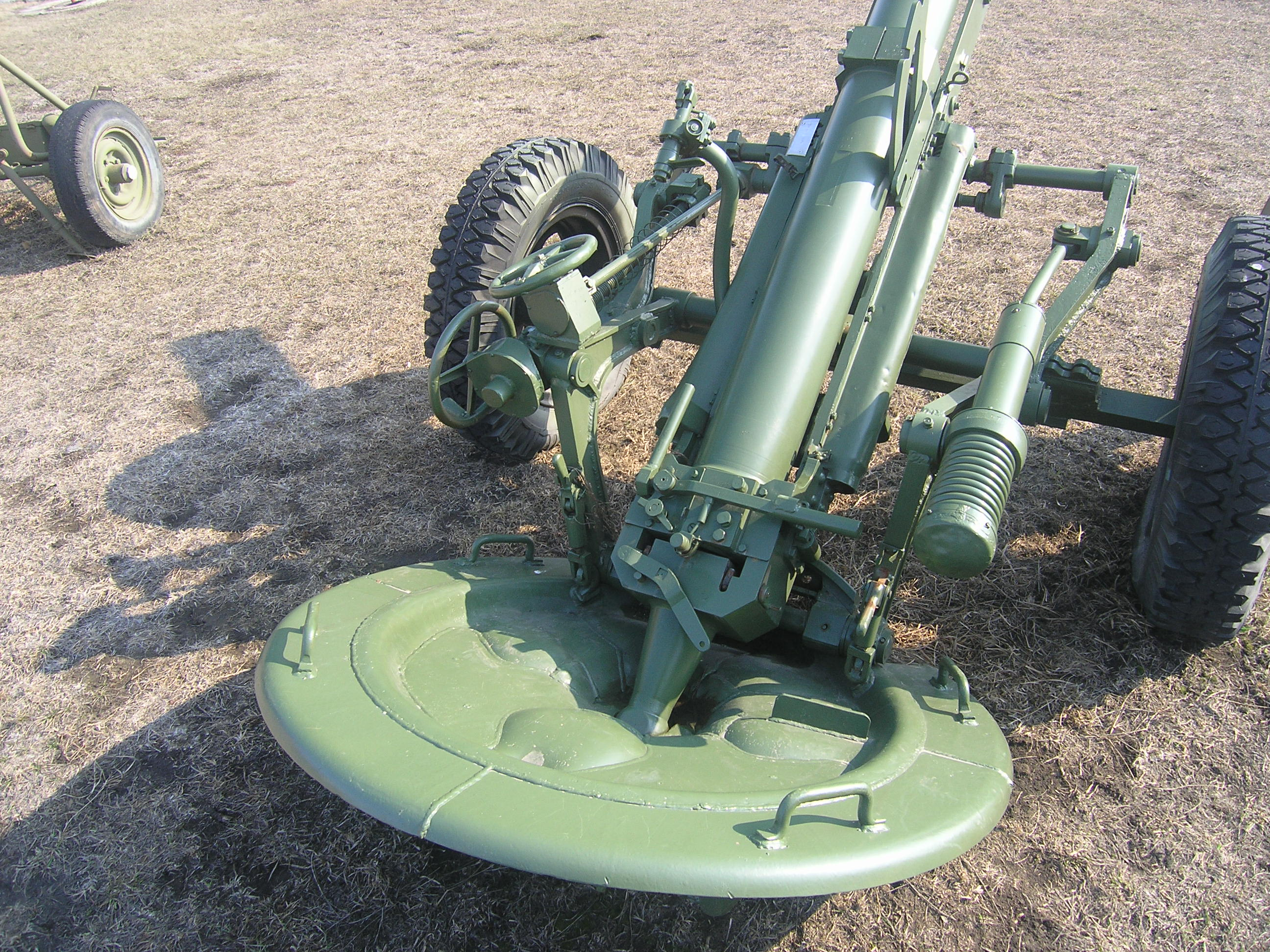
затвор

## Характеристики
- Мінімальна дальність стрільби, м: 630
- Максимальна дальність стрільби, м: 5150

## Боєприпаси
Пристрій міни був подібний до звичайних 82-мм і 120-мм радянських мін. Дванадцятиперна 160-мм фугасна міна Ф-852 важила 40,865 кг і містила 7,78 кг розривного заряду. Підривник ГВМЗ-7. Принциповою відмінністю мінометного пострілу МТ-13 від інших вітчизняних мінометів служила коротка гільза (довжиною 105 мм), у яку вставлявся стабілізатор міни. Гільза була введена для обтюрації порохових газів при пострілі, збігалася фланцем з гільзою від 152-мм гаубиці зразка 1909/30 pp. і зазвичай із неї виготовлялася.

## Варіанти та модифікації
- 160-мм міномет зразка 1943 року (МТ-13)
- 160-мм міномет М-13Д - перша модернізація міномета, проведена влітку 1945 року. Довжина ствола була збільшена на 50 мм, а дальність стрілянини до 7400 м. Проте обмежилися виготовленням чотирьох дослідних зразків.
- 160-мм дивізійний міномет зразка 1949 (М-160)

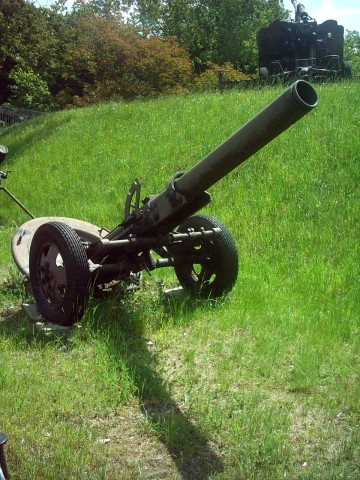
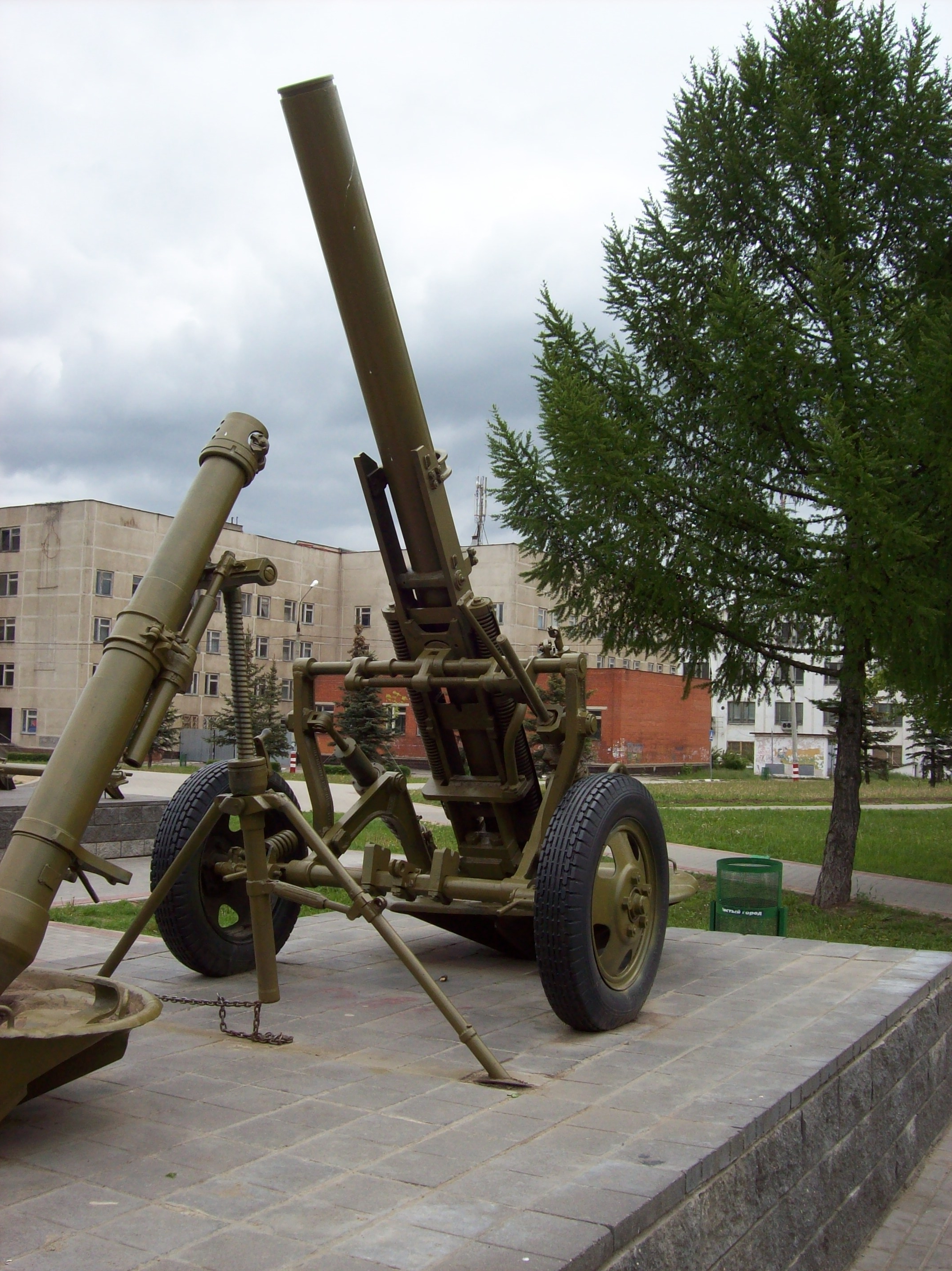
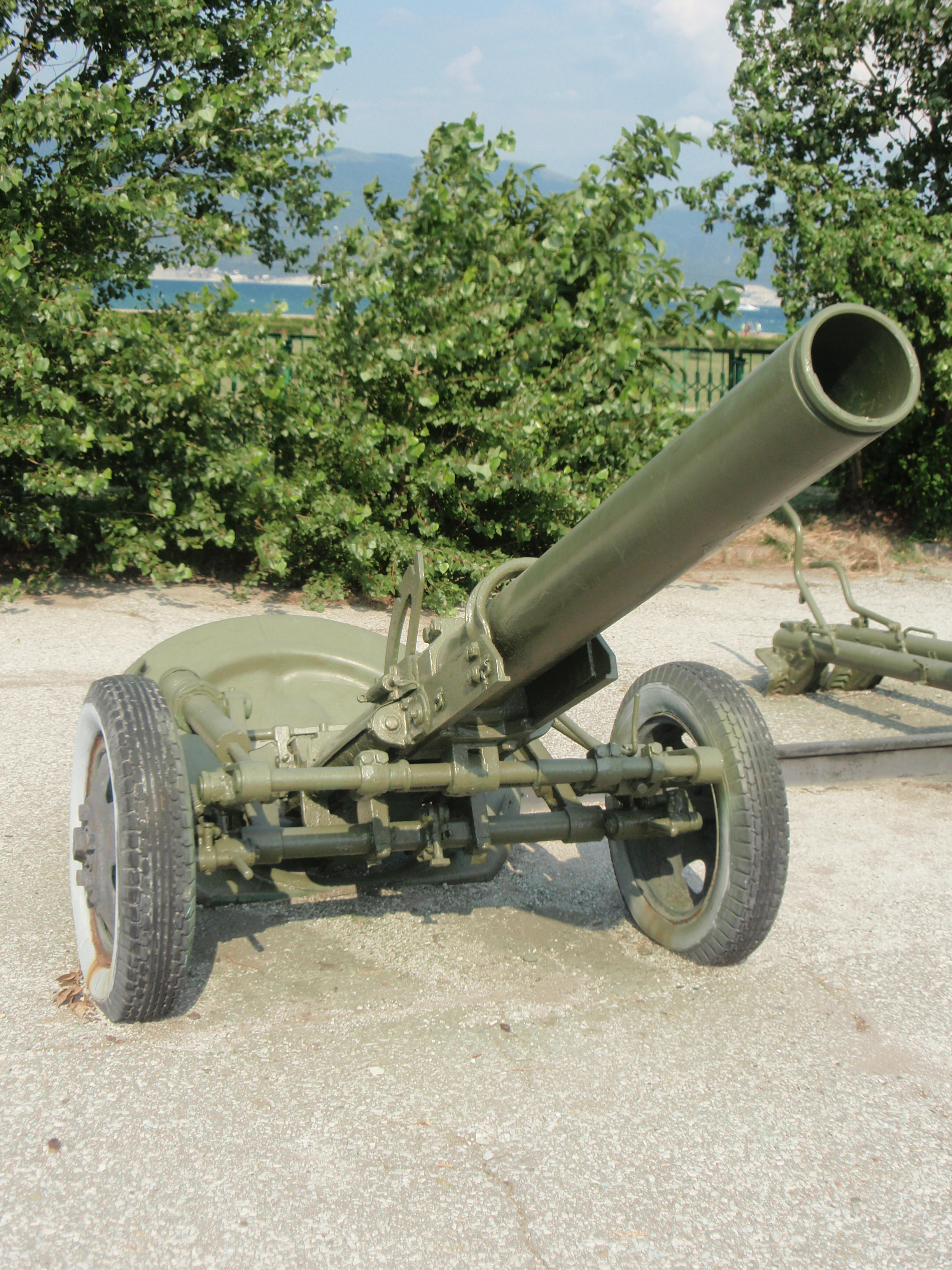